# 糯美语
糯美语(自称: lo33 mɛ21)是一种在中国云南省元江哈尼族彝族傣族自治县和金平苗族瑶族傣族自治县使用的南部彝语。

## 名称
据《云南民族识别参考资料》(1955)所言,新平县的糯美人(lo33 mɛ21)被汉族称为梭比(贬义)，而他们更喜欢糯美的叫法。糯美则将毗邻的糯比称作大糯比。

## 分布
据戴庆厦(2009)所言，生活在元江哈尼族彝族傣族自治县羊街乡的哈尼族属于糯美和糯比语次群，分别有9,000人和6,000人。糯美人主要生活在戈垤、党舵和坝木 等几个自治乡，而糯比人主要生活在朗支、羊街和垤霞等几个乡。